# العلاقات الجورجية الموريتانية
العلاقات الجورجية الموريتانية هي العلاقات الثنائية التي تجمع بين جورجيا وموريتانيا.

## مقارنة بين البلدين
هذه مقارنة عامة ومرجعية للدولتين:
| وجه المقارنة                                              | جورجيا                          | موريتانيا                 |
| --------------------------------------------------------- | ------------------------------- | ------------------------- |
| المساحة (كم2)                                             | 69.70 ألف                       | 1.03 مليون                |
| عدد السكان (نسمة)                                         | 3.72 مليون                      | 4.42 مليون                |
| الكثافة السكانية (ن./كم²)                                 | 53.37                           | 4.29                      |
| العاصمة                                                   | تبليسي، كوتايسي                 | نواكشوط                   |
| اللغة الرسمية                                             | اللغة الجورجية، اللغة الأبخازية | اللغة العربية، لغة فرنسية |
| العملة                                                    | لاري جورجي                      | أوقية موريتانية، أوقية ‏   |
| الناتج المحلي الإجمالي (بليون دولار)                      | 15.16 مليار                     | 5.02 مليار                |
| الناتج المحلي الإجمالي (تعادل القوة الشرائية) بليون دولار | 35.68 مليار                     |                           |
| الناتج المحلي الإجمالي الاسمي للفرد دولار أمريكي          | 3.79 ألف                        |                           |
| الناتج المحلي الإجمالي للفرد دولار أمريكي                 |                                 | 3.91 ألف                  |
| مؤشر التنمية البشرية                                      | 0.754                           | 0.506                     |
| رمز المكالمات الدولي                                      | +995                            | +222                      |
| رمز الإنترنت                                              | .ge، .გე ‏                       | .mr                       |
| المنطقة الزمنية                                           | ت ع م+04:00                     | 00                        |

## منظمات دولية مشتركة
يشترك البلدان في عضوية مجموعة من المنظمات الدولية، منها:
| علم المنظمة | اسم المنظمة                   | تاريخ انضمام جورجيا | تاريخ انضمام موريتانيا |
| ----------- | ----------------------------- | ------------------- | ---------------------- |
|             | يونسكو                        | 7 أكتوبر 1992       | 10 يناير 1962          |
|             | مؤسسة التمويل الدولية         | 29 يونيو 1995       | 29 ديسمبر 1967         |
|             | مؤسسة التنمية الدولية         | 31 أغسطس 1993       | 10 سبتمبر 1963         |
|             | منظمة التجارة العالمية        | 14 يونيو 2000       | 31 مايو 1995           |
|             | الاتحاد البريدي العالمي       | ?                   | ?                      |
|             | الاتحاد الدولي للاتصالات      | 7 يناير 1993        | 18 أبريل 1962          |
|             | الأمم المتحدة                 | 31 يوليو 1992       | 27 أكتوبر 1961         |
|             | البنك الدولي للإنشاء والتعمير | 7 أغسطس 1992        | 10 سبتمبر 1963         |

## وصلات خارجية
- موقع وزارة الخارجية الجورجية